# Андр
Андр (фр. Andres) насеље је и општина у североисточној Француској у региону Север-Па де Кале, у департману Па де Кале која припада префектури Кале.
По подацима из 2011. године у општини је живело 1.528 становника, а густина насељености је износила 213,71 становника/km². Општина се простире на површини од 7,15 km². Налази се на средњој надморској висини од 6 метара (максималној 34 m, а минималној 1 m).

## Демографија
| 1962. | 1968. | 1975. | 1982. | 1990. | 1999. | 2011. |
| ----- | ----- | ----- | ----- | ----- | ----- | ----- |
| 734   | 759   | 697   | 1.007 | 1.396 | 1.445 | 1.528 |

График промене броја становника у току последњих година